# Förstapersonsskjutare

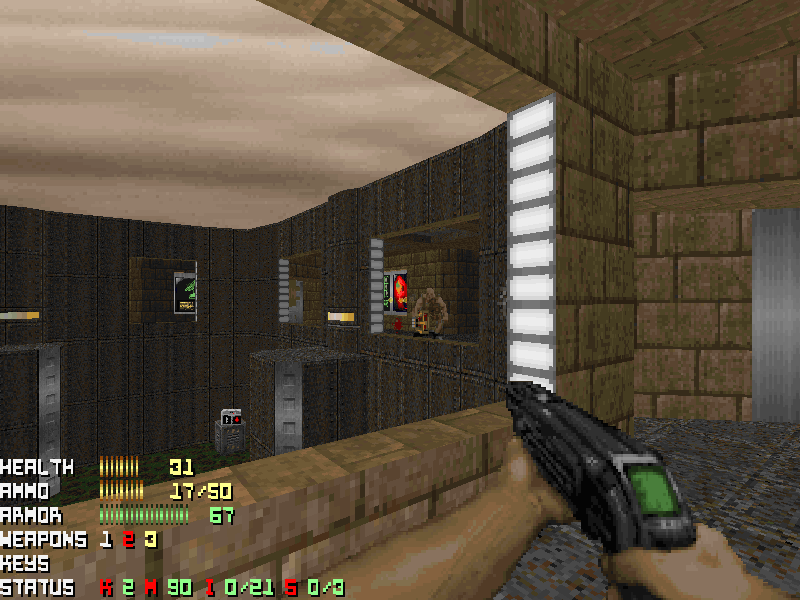
En bild från FreeDoom, en version av Doom, som är ett förstapersonsskjutspel.

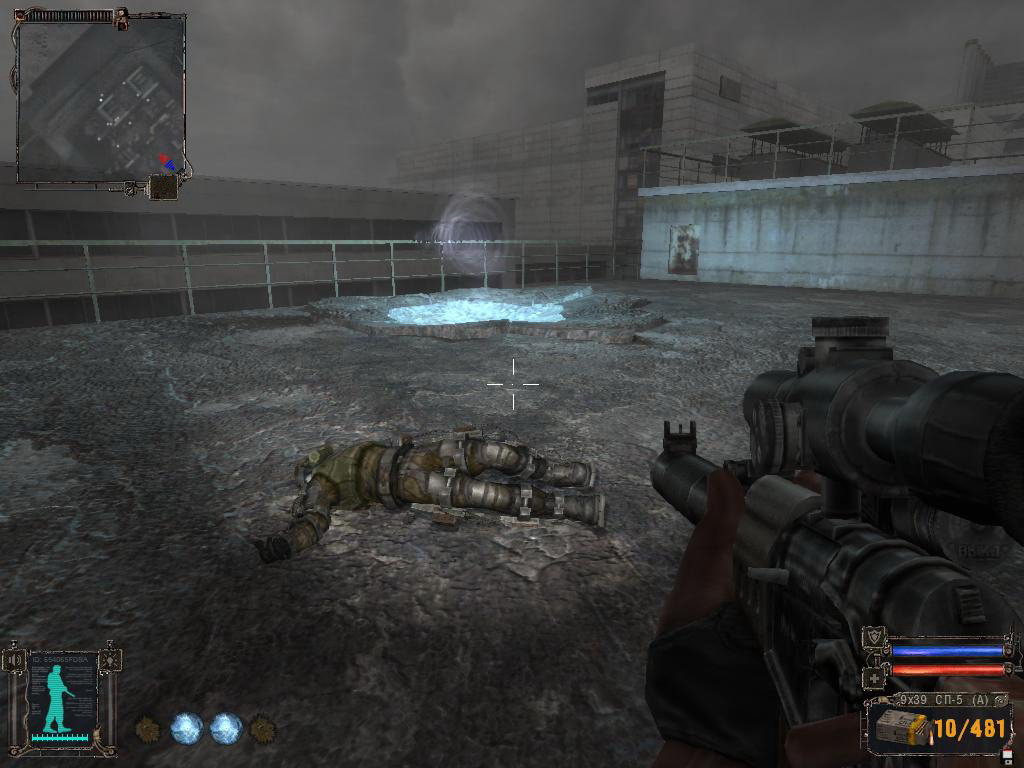
En bild från skjutspelet S.T.A.L.K.E.R.: Shadow of Chernobyl.

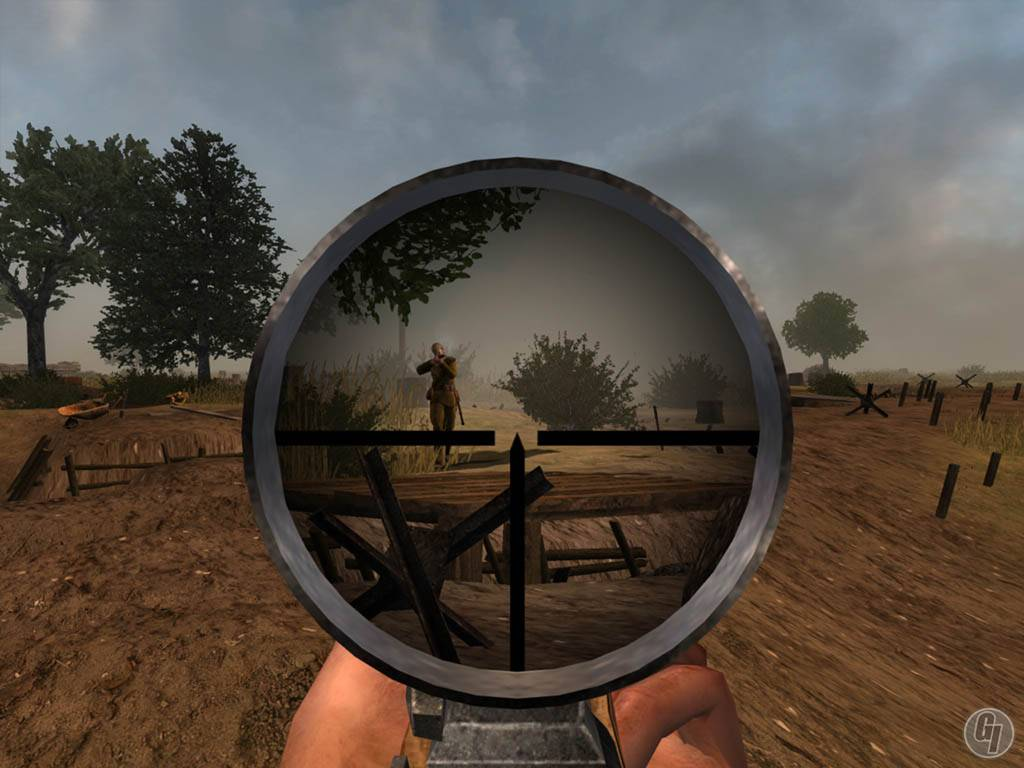
En bild från spelet Red Orchestra: Ostfront 41-45, här under siktläge.

Förstapersonsskjutare (av engelska: first-person shooter), alternativt förstapersonsskjutspel, förkortat FPS-spel, är en specifik datorspelsgenre inom så kallade skjutspel, där bildskärmen motsvarar spelfigurens synfält och tillåter spelaren att spela spelet från ett förstapersonsperspektiv. Sådana spel har traditionellt ett fokus på action och involverar traditionellt skjutvapen av olika typer. När speltypen introducerades i början av 1990-talet, med spel som Wolfenstein 3D och Doom, innebar det så gott som alltid att spelarens vapen och/eller händer var synliga nära skärmens botten, och att siktlinjesindikator (Head-Up-Display/HUD) i periferin visade spelarens status (såsom energi, hälsa, skydd och ammunition, etc).
First-person shooters är populära som nätverksspel. Exempel på populära förstapersonsskjutspel är Call of Duty, Counter-Strike, Half-Life, Halo, Metroid Prime, Quake och den svenska Battlefield-serien.
En subkategori till first-person shooters, som började träda fram i slutet av 1990-talet, är taktiska first-person shooters. Dessa spel innehåller större moment av taktiskt tänkande och strategier än andra spel i genren. Vanligtvis är spelen mer realistiskt inriktade och kräver samarbete med medspelare, både mänskliga över datornätverk eller datorkontrollerade NPC:er. Exempel på taktiska first person shooters är Counter Strike, America's Army, SWAT 4, Tom Clancy's Rainbow Six, Ghost Recon, Red Orchestra: Ostfront 41-45 och Operation Flashpoint. Det finns även modifikationer som gör att spelen kräver mer taktiskt spelande som till exempel modifikationen Project Reality till Battlefield 2.

## Historia
Även om det fanns spel där spelaren såg världen ur spelfigurens synvinkel så tidigt som 1981 års 3D Monster Maze för Sinclair ZX81 (som inte var en Shooter) var det inte förrän 1992 med Wolfenstein 3D och framför allt 1993 med Doom som genren fick sitt genombrott, detta gav upphov till begreppet Doom-klon som var ett vanligt begrepp för förstapersonsskjutare under 1990-talet. Båda spelen producerades av id Software som sedan dess lyckats upprätthålla titeln som genrens stora innovatörer. Båda spelen använde sig av ett delvis falskt 3D-perspektiv, omgivningarna byggdes upp av polygoner men fienderna var alla tvådimensionella sprites. 1996 tog id Software genren till en komplett 3D-värld med Quake. När spelmotorerna blev bättre och grafiken snabbare blev också världarna mer trovärdiga och mindre sterila.

## Onlineshooter
En underkategori till first person shooter är onlineshooter. Skillnaden mellan de två genrerna är att onlineshooter-spel spelas via internet eller över ett lokalt nätverk.

## Exempel på titlar och serier i genren
- Battlefield
- Call of Duty
- Counter-Strike
- Crysis
- Doom
- Duke Nukem
- Half-Life
- Halo
- Medal of Honor
- Postal 2
- Quake
- Resistance: Fall of Man
- Unreal
- Wolfenstein 3D